# Banu Chazradsch
Die Chazradsch oder Banū Chazradsch (arabisch بنو خزرج, DMG Banū Ḫazraǧ, auch Banu Khazradj, Banu Chasradsch, Banu Khazraj, Banu Khazraj, Banu Hasradsch, Banu Khazradj) waren ein in Yathrib (Medina) ansässiger arabischer Stamm, der unter ihrem Führer Saʿd ibn ʿUbāda ibn Dulaim den Propheten Mohammed nach seinem Auszug aus Mekka aufnahm. Mit dem jüdischen Stamm der Banū Qainuqāʿ hatten sie ein Bündnis geschlossen. Die Banū Aus und die Chazradsch nannten sich gemeinsam auch Banū Qaila, da sie gemeinsam von derselben Ahnherrin, Qaila, abstammen. Unter den Arabern zu Zeiten Mohammeds war der Begriff Chazradsch auch für die Banu Aus gebräuchlich.

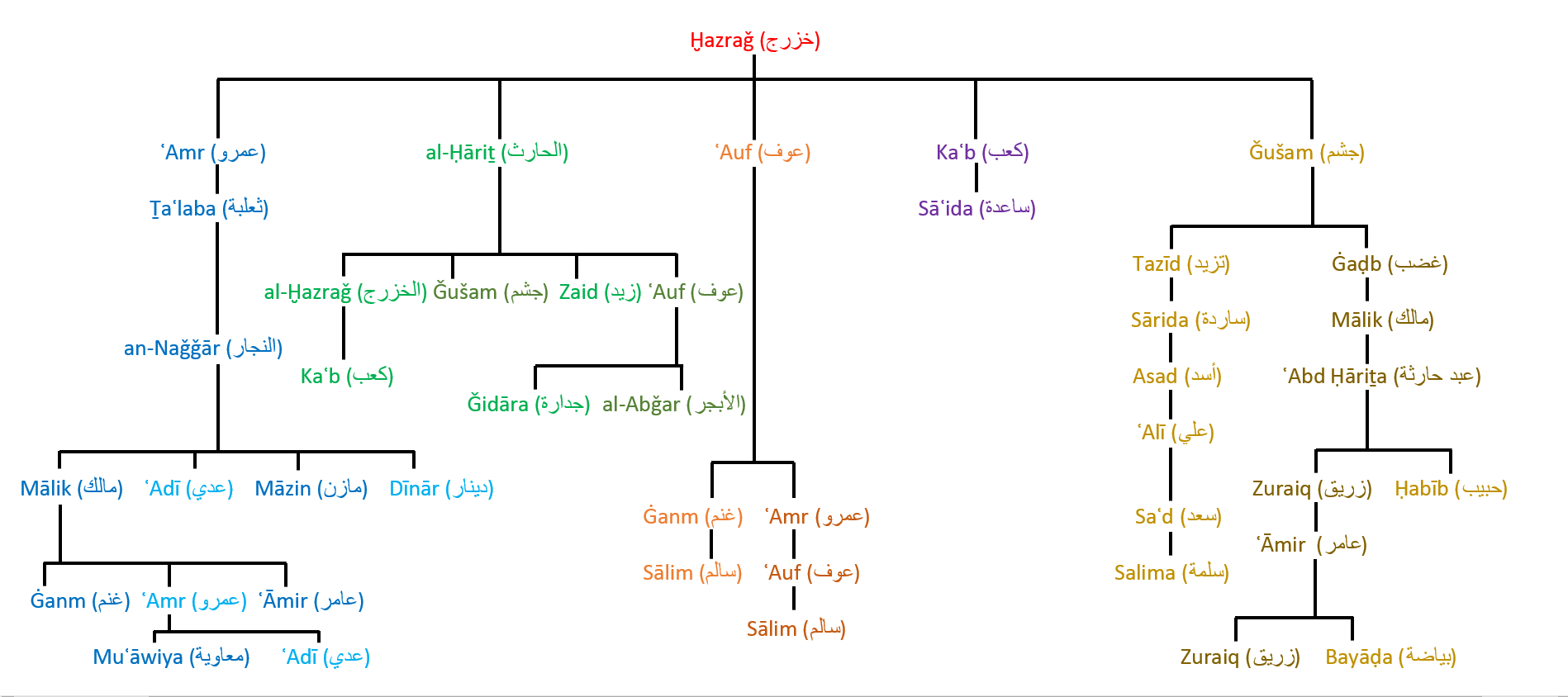
Übersicht aller Unterstämme der Chazradsch

## Situation vor der Ankunft Mohammeds
Die Chazradsch und die Banu Aus sind vermutlich im fünften Jahrhundert aus Südarabien nach Yathrib eingewandert. Zunächst waren sie den dort schon ansässigen Juden (Banu Quraiza, Banu Nadir und Banu Qainuqa) unterworfen. Sie konnten jedoch die alteingesessene jüdische Bevölkerung in Abhängigkeit bringen und wurden Herren der Stadt. Später zerstritten sich verschiedene Unterstämme der Chazradsch und der Aus, dabei waren die Banu Aus mit den Banū Quraiẓa und Banū ʾl-Naḍīr, die Chazradsch mit den Banū Qainuqāʿ verbündet. Zur Zeit der Hidschra war nach längeren Kämpfen zwar eine gewisse Ruhe eingekehrt, die jedoch nur auf die gegenseitige Erschöpfung und nicht auf einen Friedensschluss gegründet war.

## Der Tod von Abu Talib und Chadidscha
619, drei Jahre vor der Hidschra, starben mit Chadidscha (Mohammeds erste Frau) und Abū Tālib ibn ʿAbd al-Muttalib (Führer der Sippe Hashim / jüngerer Bruder von Mohammeds Vater und Vater von Ali ibn Abi Talib) Mohammeds Beschützer in Mekka. Danach führte Abu Lahab ibn Abdalmuttalib die Sippe Hashim und gewährte ihm keinen Schutz mehr.
Mohammed musste nach neuen Beschützern suchen, da er die Götter der Mekkaner verunglimpfte und somit den Zorn der Bewohner auf sich zog. Er suchte sie unter den arabischen Stämmen und fand sie noch in diesem Jahr bei Aqaba unter den Chazradsch.

## Die Huldigung von Aqaba
Die Untergruppen der Chazradsch, die Nadjjar, Salama und Harith, waren die ersten Medinenser, die in Kontakt mit Mohammed traten, als er sich während der alljährlichen Wallfahrtszeit den Arabern anbot. Sie hofften durch ihn, den langjährigen Streit in Medina zu beenden. Laut dem Prophetenbiographen Ibn Ishaq nahmen viele Chazradsch den Islam an, da sie Mohammed für den Propheten hielten, mit denen ihnen die Juden Medinas im Streit immer wieder drohten. Sie wollten die ersten sein, die sich mit ihm verbünden, damit die jüdische Drohung nicht wahr werden konnte.
Ein Jahr nach dieser Begegnung in Aqaba (ein Hügel in der Nähe des Wallfahrtsortes in Mekka) huldigten 12 Medinenser Mohammed (erste Huldigung von Aqaba), jedoch ohne ein Kriegsbündnis zu schließen. Danach schickte Mohammed Musab (Musʿab ibn ʿUmair) nach Medina, wo dieser vielen Aus und Chazradsch den Islam lehrte.
Wiederum ein Jahr später, bei der zweiten Huldigung von Aqaba, wurde dann ein Schutz- und ein Kriegsbündnis unter dem Oberbefehl Mohammeds geschlossen, welches laut Ibn Ishaq eine Aufhebung der bisherigen medinensischen Bündnisse (z. B. mit den Juden) bedeutete.
Bei dieser Huldigung wurden neun Männer des Stammes der Chazradsch und drei der Aus zu Führern ihres Volkes bestimmt.
Nach der Huldigung von Aqaba sagte Mohammed, dass Allah ihm nun erlaubt hätte, Krieg zu führen, was sich in den Suren 22, 39–41 und 2, 139 ausdrückt. Somit konnte er sich und die Muhâjirûn, die bisher auf die Hilfe der al-Ansar angewiesen waren, da sie sich durch ihre Emigration aus Mekka jeglicher Mittel zur Bestreitung ihres Lebensunterhaltes beraubten, durch Karawanenüberfälle ernähren.

## Die Chazradsch und die Hidschra
Nach der zweiten Huldigung von Aqaba war der Weg für Mohammed bereitet und er führte seine Hidschra (Auswanderung) nach Medina durch.
Die jüdischen Stämme und die Medinenser, welche weiterhin an ihre alten Götter glaubten, nachdem die meisten Medinenser den Islam angenommen hatten, stellten sich gegen ihn. Die jüdischen Rabbis versuchten die Muslime vom Islam abzubringen, so wie die Muslime versuchten, die Juden und die „Götzenanbeter“ zum Islam zu bekehren.
Denen, die sich vom Islam abwandten, offenbarte Mohammed die Sure 9,74.

## Karawanenüberfälle und die Vertreibung der Banu Qainuqa und Banu Nadir
Im 12. Monat in Medina führte Mohammed mit den Chazradsch und Aus die ersten Karawanenüberfälle gegen die Quraisch, u. a. die Schlacht von Badr und die Schlacht von Uhud. Nach der Rückkehr von der Schlacht von Badr vertrieben sie die Banu Qainuqa und nach der Schlacht von Uhud auch die Banu Nadir, die sich beide schon lange vor den Chazradsch und Aus in Medina angesiedelt hatten.

## Die Grabenschlacht und das Massaker an den Banu Quraiza
627 führten die Quraisch einen Rachefeldzug gegen die Medinenser und wurden in der Grabenschlacht zurückgeschlagen. Nach der Grabenschlacht griffen die Chazradsch und Aus die Banu Quraiza, denen sie Vertragsbruch vorwarfen, an. Nach 25 Tagen Belagerung gaben die Banu Quraiza auf und wurden gefangen genommen. Alle Männer wurden getötet und alle Frauen und Kinder wurden versklavt.

## Clane der Chazradsch
Auf, Djusham, Harith, Sahm ibn Auf, Saida, Salama, Nadijar. Die Nadijar waren der wichtigste Unterstamm der Chazradsch.

## Mitglieder
- Saʿd ibn ʿUbāda ibn Dulaim
- Abū d-Dardāʾ
- Abd Allah ibn Rawaha